# Bassone
Bassone è una frazione del comune italiano di Pontremoli, in provincia di Massa e Carrara.

## Geografia fisica
Il borgo di Bassone è situato a 414 m s.l.m., a nord-ovest del capoluogo comunale, in un territorio ricco di castagni, ulivi, faggi e noccioli.

## Monumenti e luoghi d'interesse
La chiesa parrocchiale di Bassone, dedicata a San Giacomo il Maggiore, è stata edificata nel 1798. È stata oggetto di restauro nel 2000. L'edificio possiede una pianta longitudinale, con l'altare posto ad est, e si presenta in stile barocco con la facciata a capanna tipicamente neoclassica.

## Società

### Tradizioni e folclore
A Bassone, nella domenica di Carnevale, viene organizzata una sfilata mascherata tra le vie del paese. Nella sera di martedì grasso, invece viene acceso per tradizione un falò che simboleggia la purificazione da ogni peccato, in occasione dell'arrivo della Quaresima.
I patroni di Bassone sono sant'Anna e san Gioachino, che si festeggiano il 26 luglio. Durante la settimana festiva, vengono celebrate diverse funzioni liturgiche nelle varie località in preparazione del festa del patrono che solitamente viene festeggiato alla domenica successiva dal 26 luglio.

## Cultura

### Cucina
Tra le coltivazioni tipiche del paese si distingue la cosiddetta "cipolla di Bassone", contraddistinta dal sapore particolarmente dolce.

## Geografia antropica
La frazione di Bassone è divisa in varie località:
- Bassone Chiesa, il nucleo originario con la chiesa medievale.
- Belvedere, borghetto in posizione dominante rispetto alla chiesa.
- Campodonico, località che si sviluppa in posizione scoscesa lungo un pendio.
- Casalecchio, località alle pendici del poggio Fontanini.
- Fontana, così denominata per la presenza di sorgenti.
- La Costa, la borgata ad altitudine maggiore, vi si trova l'arco di Santa Catalina[non chiaro].
- Sergola, la borgata più antica della frazione.
- Mulini e Miana, case sparse poco distanti da Bassone, conservano i resti di due antichi mulini.